# KN-01 미사일

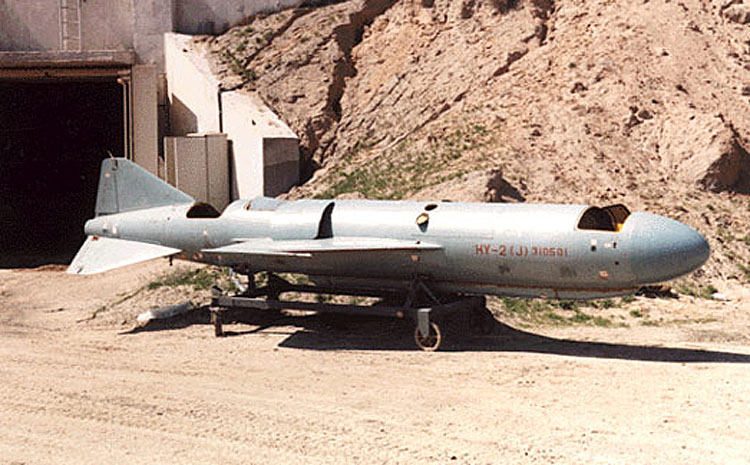
실크웜 미사일의 모습. 스틱스 미사일과 외관이 비슷하다.

KN-01 미사일은 북한판 실크웜 미사일 또는 북한판 스틱스 미사일이며 서방으로 치면 북한판 하푼이나 북한판 엑조세 미사일을 말한다.
KN-01은 사거리 83∼95km인 중국의 실크웜 미사일을 사거리 100 km 이상으로 개량한 지대함 미사일로, 길이 5.8m, 직경 76 cm, 무게 2.3t이다.
스틱스 미사일은 대함미사일의 원조격으로 불리며, 서방진영의 미제 하푼 미사일과 프랑스제 엑조세 미사일과 같은 미사일이다. 소련제 중국제 북한제 하푼이다. 북한은 2003년 2월부터 2007년 6월까지 중부 동해안 및 서해 중부 해상에서 매년 1~2차례씩 모두 10회에 걸쳐 북한제 스틱스 미사일인 KN-01 미사일을 발사했다. 사거리 160km에 이르는 KN-01 미사일과 KN-02 미사일은 함정과 항공기, 육상에서 모두 발사할 수 있다.

## 항공기용 미사일
2008년 10월 7일 북한이 서해 상공에서 일류신 Il-28 경폭격기를 이용해 공대함 단거리 미사일 2발을 발사한 것으로 알려졌다. 북한은 일류신 Il-28 경폭격기를 80여대 보유하고 있으며 폭격기 전대를 이뤄 운용 중이다. 한국군은 북한이 남측에 핵공격을 할 경우 이 폭격기를 최우선적으로 사용할 것으로 보고 있다.
한국군 관계자들은 이 미사일이 KN-01 미사일을 개조한 공대함 미사일일 것으로 추정하며, 이 미사일이 북한의 병력 수송용 비행기인 AN-2에서 발사됐을 것이라는 추측을 내놓기도 하였다. 그러나 이에 대해서는 군사전문가들의 비판이 있다. 즉, AN-2의 최대 탑재 중량은 2140kg. KN-01 미사일의 무게는 2300kg라서 탑재할 수가 없다는 것이다.
중국의 실크웜 미사일 중 항공기 발사가 가능한 것은 최초의 SY-1 미사일과 최신의 HY-4 미사일이 있다.
SY-1 미사일은 스틱스 미사일을 중국이 최초로 제작한 것으로서, 사거리 150 km에 중량 2톤이다. 항공기 발사형을 C-601 미사일이라고 부른다.
HY-4 미사일은 선박, 지상, 공중 발사가 가능하며, HY-2 미사일의 액체연료 로켓 엔진과는 달리, 터보젯 엔진을 장착했다. 전파 고도계를 장착하여 낮은 고도로 비행할 수 있다. 항공기 발사용 버전은 C-401 미사일로 명명되었다.
HY-4 미사일은 길이 7.36 m, 직경 0.76 m, 날개폭 2.4 m, 무게 1,740 kg, 속도 마하 0.8, 사거리 500 km, 비행고도 8 m이다.
즉, 대한민국의 언론에서는 실크웜 미사일이 2.3톤이라고 분석하면서, 너무 무거워서 비행기에 장착할 수 없다고 하나, 중국의 공대함 실크웜의 무게는 2.3톤이 아니라 SY-1 미사일은 2톤, HY-4 미사일은 1.7톤이다.
중국은 HY-4 미사일을 개량한 XW-41 미사일도 보유하고 있다. 사거리 300 km에 GPS/GLONASS를 탑재하여 선박에 대한 공격능력 뿐만이 아니라 지상 공격 능력까지 있다. 북한의 KN-01 미사일이 지상 공격 능력까지 있는지는 미확인이다.

## 같이 보기
- KN-02 미사일 - 북한판 랜스 미사일이다.
- 신상리 미사일 기지